# Jean-Baptiste Du Tertre

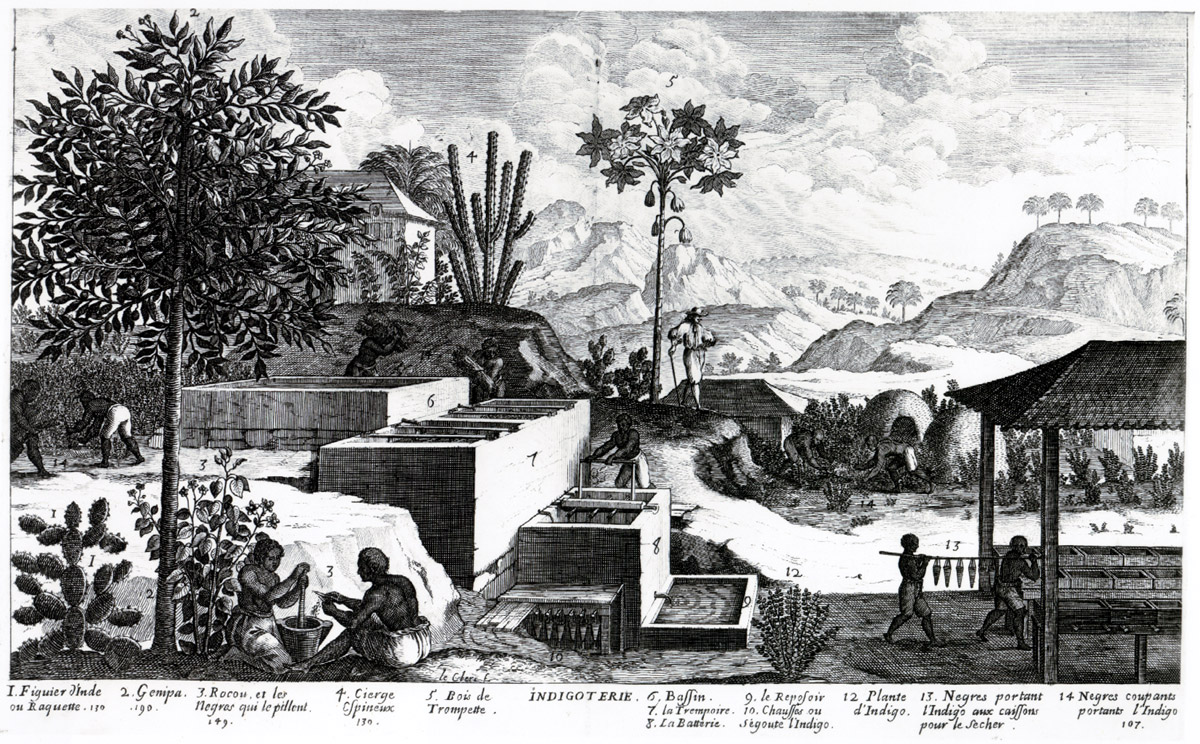
Kupferstich von Jean-Baptiste Du Tertre über eine Indigoterie aus seinem Werk Histoire générale des Antilles habitées par les François von 1667

Jean-Baptiste Du Tertre (geboren als Jacques Du Tertre, * 1610 in Calais; † 1687 in Paris) war ein Dominikaner und Botaniker.
1633 arbeitete er im Hauptquartier der holländischen Armee in Maastricht. Anschließend trat er in den Dominikanerorden ein, wo er den Ordensnamen Jean-Baptiste annahm. 1640 wurde er als Missionar zu den Antillen geschickt, von wo er 1658 nach Frankreich zurückkehrte.
Du Tertre ist der Autor mehrerer Werke über die Antillen, in denen er die indigenen Völker, die Tier- und die Pflanzenwelt beschrieb. Hierzu zählen die Histoire générale des îles Saint-Christophe, de la Guadeloupe, de la Martinique et autres de l’Amérique (Paris, 1654), die Histoire naturelle et morale des îles Antilles de l'Amérique avec un vocabulaire caraïbe (1658), La Vie de Sainte Austreberte (1659) und Histoire générale des Antilles habitées par les François (vier Bände, 1667 – 1671). Gerade in seinem letzten Werk entwarf Du Tertre den Mythos des „edlen Wilden“, in dem er die „Tugendhaftigkeit der heidnischen Kariben“ über den „Sittenverfall der Europäer“ stellte. 
Du Tertre war der erste, der das Gelbfieber beschrieb, als 1635, 1640, 1648 und 1667 mehrere Epidemien auf Guadeloupe und Saint Christopher ausbrachen. In seinem Werk Histoire générale des Antilles (1667) beschreibt er einen Völkermord, den französische und englische Siedler 1626 auf den Inseln St. Kitts und Nevis am Volk der Kalinago verübt haben sollen.

## Werke (Auswahl)
- 1654: Histoire générale des îles Saint-Christophe, de la Guadeloupe, de la Martinique et autres de l’Amérique
- 1658: Histoire naturelle et morale des îles Antilles de l’Amérique avec un vocabulaire caraïbe
- 1659: La Vie de Sainte Austreberte
- 1667–1671: Histoire générale des Antilles habitées par les François (vier Bände)